# Île de la Redonne
L'île de la Redonne est un minuscule rocher inhabité, dépourvu de tout aménagement humain, près de la presqu'île de Giens, administrativement rattachée à la commune d'Hyères, dans le département du Var, dans la région Provence-Alpes-Côte d'Azur, en France métropolitaine.

## Toponymie
L'île est déjà nommée Isle de la Redonne sur la carte de Cassini au XVIIIe siècle alors qu'elle est nommée la Redone sur une carte de l'état-major datant de 1862.

## Géographie

### Localisation et dimensions
Située à environ 130 mètres du rivage (0,07 milles marins), la petite île a une superficie terrestre de 0,48 hectare et culmine à un sommet non nommé de 12 mètres d'altitude. En raison de sa très petite taille, son trait de côte est réduit et mesure 427 mètres de longueur.

### Géologie
L'île est une île continentale, composée des mêmes roches que la terminaison de la presqu'île toute proche dont elle est issue. Ces roches, très anciennes, sont des phyllades détritiques des Carmaures, des roches métamorphiques d'âge primaire, datées d'entre 500 et 350 millions d'années.

### Climat
L'île de la Redonne bénéficie d'un climat méditerranéen aux étés chauds et secs et aux hivers doux et relativement humides, sensiblement équivalent aux autres îles et aux communes proches comme Hyères ou Toulon.

## Histoire
Des tessons épars, certains étant datables de la fin de l’âge du bronze et du début de l’âge du Fer, ont été retrouvés à la surface de l'île, représentant l'un des plus anciens gisements archéologiques des îles du littoral provençal, tandis que des traces d’un habitat avec du mobilier indigène dont les premiers niveaux dateraient de la même période (VIe siècle av. J.-C.) sont retrouvées sur l'île du Levant, proche et représentent peut-être le seul vestige d’une occupation indigène des îles à cette époque, déjà possiblement sous contrôle de la cité phocéenne de Massalia, aujourd'hui Marseille, nouvellement fondée.
Aujourd'hui intégralement propriété publique, elle appartient au conservatoire du littoral et des rivages lacustres et est à ce titre protégée par différents statuts internationaux.

## Biodiversité
Différentes prospections naturalistes ont été organisées, dans différents domaines, dans le cadre de l'initiative pour les Petites Îles de Méditerranée (PIM), programme international pour la promotion et l’assistance à la gestion des petites îles de Méditerranée coordonné par le Conservatoire du littoral.

### Faune

#### Oiseaux
Un suivi de la reproduction du goéland leucophée (Larus michahellis) a eu lieu plusieurs années sur l'île de la Redonne, tout comme l'ensemble des îles et îlots environnants. En 1982, l'île comptait un unique couple nicheur, en 2000 il y en avait douze et en 2010 plus que six (le suivi n'a pas été effectué sur l'île en 2006), ce qui se révèle très faible et négligeable par rapport aux valeurs enregistrées sur les autres îles, généralement bien plus grandes. La tendance de la population sur les îles est globalement à la baisse depuis le début des années 1980.

#### Insectes
Un suivi entomologique concentré sur les abeilles sauvages (Hymenoptera) s'est également déroulé sur le site le même mois que pour les chiroptères, au travers de différentes méthodes, telles que la chasse à vue et le fauchage. Ce suivi a permis l'observation de deux espèces d'hyménoptères, Xylocopa valga, une espèce d'abeille charpentière et des ouvrières de bourdon terrestre (Bombus cf. terrestris), non prélevées et notées sur le terrain, ce qui représente un bilan relativement faible comparativement aux autres îles et îlots environnants, l'île de la Redonne étant peuplée par 31 espèces de plantes (en 2009), plus cinq en 2014.

#### Reptiles
Un suivi herpétologique s'est aussi déroulé sur l'île, notamment en juin 2009, en deux phases, l'une diurne d'une heure et l'autre nocturne de 30 minutes.
Elle a permis le recensement d'une unique espèce de reptile, le lézard des murailles (Podarcis muralis), déjà observé en 1979 et n'a pas relevé la présence de différentes espèces de geckos patrimoniales, telles que le phyllodactyle d'Europe (Euleptes europaea) ou l'hémidactyle verruqueux (Hemidactylus turcicus), présentes sur certains îlots environnants, ni même de la répandue tarente de Maurétanie (Tarentola mauritanica). Le lézard des murailles est à nouveau observé en 2011 sur l'île,.

#### Mammifères
Des points d'écoutes ultrasonores fixes de nuit, ainsi que des recherches de gîtes potentiels et un repérage d'habitats favorables de jour ont été réalisés en avril 2014 pour tenter de révéler la présence de chiroptères, en stationnement ou de passage, comme en chasse. L'ensemble des mesures se sont révélées infructueuses, aucun contact, direct ou indirect n'ayant eu lieu. Les raisons invoquées de cette absence sont la faible distance au continent, les faibles ressources alimentaires à disposition, ainsi que l’absence de points d’eau douce sur l'île.
Le seul autre mammifère terrestre recensé est le rat noir (Rattus rattus), observé en 1982, qui est parvenu à s'installer sur l'îlot, malgré sa très petite taille, limitant les populations et la taille des espèces pouvant s'y implanter, la limite inférieure de superficie étant atteinte pour les vertébrés sur l'île, le rat et le lézard des murailles ayant environ la même.

### Flore

#### Flore terrestre
Le nombre d'espèces de plantes terrestres recensées sur l'île a évolué selon les différentes prospections. En 1998, une synthèse sur des prospections effectuées trois ans plus tôt en mentionnait 39, tandis qu'en 2009, lors de la prospection PIM, 31 espèces étaient observées, dont quatre pour la première fois. Le nombre d'espèces non revues en 2009 se portait à 18, comparativement aux prospections précédentes et la synthèse de toutes prospections effectuées (en 1995, 2000, 2006 et 2009, ainsi que 2014 en complément) porte le nombre de taxons à 54.
Les espèces identifiées sont l'ail arrondi (Allium rotundum), le capuchon de moine (Arisarum vulgare), l'asperge sauvage (Asparagus acutifolius), l'avoine barbue (Avena barbata), la bette maritime (Beta vulgaris subsp. maritima), sous-espèce considérée comme l'ancêtre sauvage de toutes les betteraves comestibles et cultivées, le brachypode à deux épis (Brachypodium distachyon), le brome rouge (Bromus rubens), la camphrée ou camphorine de Montpellier (Camphorosma monspeliaca), caractéristique des îlots bas avec formations halonitrophiles, la laîche à feuilles filiformes (Carex divisa var. chaetophylla), le scléropoa marin (Catapodium marinum), la criste marine (Crithmum maritimum), le chiendent pied-de-poule (Cynodon dactylon), uniquement observé en 2000, le dactyle d'Espagne (Dactylis glomerata subsp. hispanica), sous-espèce méditerranéenne du dactyle aggloméré, la carotte sauvage (Daucus carota s.l.), caractéristique des pelouses psammophiles ou apparentées, très occasionnelles sur les rochers maritimes de la région, le chiendent du littoral (Elymus athericus), l'érodium à feuilles de Mauve (Erodium malacoides), uniquement observé en 2000, la frankénie hirsute (Frankenia hirsuta), observée pour la première fois en 2009, la frankénie lisse (Frankenia laevis), aussi appelée bruyère maritime, l'obione faux-pourpier (Halimione portulacoides), plus vue depuis 1995, l'hédipnoïs polymorphe ou faux rhagadiole (Hedypnois rhagadioloides), l'orge des lièvres (Hordeum murinum subsp. leporinum), sous-espèce de l'orge queue-de-rat, le genévrier de Phénycie (Juniperus phoenicea), la mauve royale (Malva arborea), elle aussi caractéristique des formations halonitrophiles, implantée dans les trouées, lieux probables de nidification des goélands leucophés, le lin de France (Linum trigynum), uniquement observé en 1995, l'alysse maritime (Lobularia maritima), le lotier faux-ciste (Lotus cytisoides subsp. cytisoides), de la sous-espèce nominale, le lotier comestible (Lotus edulis) vu uniquement en 1995, la luzerne du littoral (Medicago littoralis), seulement en 2000, la luzerne de Gérard (Medicago rigidula) en 1995, le lepture courbé (Parapholis incurva), l'alavert à feuilles étroites (Phillyrea angustifolia) et le pistachier lentisque (Pistacia lentiscus), des arbustes caractéristiques des brousses à lentisques, cependant non présentes sur cet îlot, le Piptathère faux Millet (Oloptum miliaceum), incluant la sous-espèce du piptathère de Thomas (Piptatherum miliaceum var. thomasii) ou (Oloptum miliaceum f. thomasii), la reichardie ou cousteline (Reichardia picroides), la garance voyageuse (Rubia peregrina), le séneçon cinéraire (Jacobaea maritima), une plante herbacée halophile, le silène de France (Silene gallica), la salsepareille (Smilax aspera), le laiteron piquant (Sonchus asper), représenté par ses deux sous-espèces, la nominale (Sonchus asper subsp. asper), observée sur l'îlot pour la première fois en 2009 et la moins commune, le laiteron glauque (Sonchus asper subsp. glaucescens), à tendance méditerranéenne, le laiteron potager (Sonchus oleraceus), la spergulaire de Nice (Spergula nicaeensis), le sporobole piquant (Sporobolus pungens), caractéristique des pelouses psammophiles et le trèfle scabre (Trifolium scabrum), noté en 2009. La spergulaire du sel (Spergula marina) y est suspectée lors d'une prospection en 2000.
Des prospections complémentaires sont menées en avril 2014 et permettent l'observation de cinq nouvelles espèces sur le site, l'arroche hastée (Atriplex prostrata), le brome stérile (Bromus sterilis), l'Euphorbe des jardins ou Ésule ronde (Euphorbia peplus), la fumeterre grimpante (Fumaria capreolata) et la spergulaire de Boccone (Spergula bocconii).
Enfin, on trouve également sur l'îlot quatre espèces rares, considérées par les auteurs des prospections comme d’intérêt patrimonial, l'ail à fleurs aiguës (Allium acutiflorum), vu pour la première fois en 2009 et déjà présent sur quelques îlots proches (le Petit et le Grand Ribaud), le séneçon à feuilles grasses (Senecio leucanthemifolius subsp. crassifolius), sous-espèce du séneçon à feuilles de marguerite (Senecio leucanthemifolius) et halophile endémique provenço-ligure, la passerine hérissée ou velue (Thymelaea hirsuta), un petit arbuste méditerranéen, à la dynamique de population semblant régressive sur tous les îlots du secteur et dont les effectifs recensés pour 2009 sont de 18 individus adultes vivants, un individu mort et un jeune pied et le statice nain (Limonium pseudominutum), observé en 2000 et 2009, une plante halophile, endémique du littoral provençal (Bouches-du-Rhône et Var), présent sur la majorité des îlots environnants, ainsi que sur les îles d'Hyères et sur la presqu'île de Giens. Ce dernier est, en outre, classé en préoccupation mineure (LC) sur la liste rouge de la Flore vasculaire de France métropolitaine et fait l'objet d'une réglementation préfectorale sur sa cueillette, interdite sans autorisation. En revanche, aucune espèce considérée comme exotique envahissante ne peuple l'île, contrairement à plusieurs rochers voisins.
Une des hypothèses formulées au sujet de la disparition de certaines espèces de l'île, tout comme d'îlots voisins est la nitrification croissante du milieu due aux déjections d'oiseaux marins nicheurs, qui favorise l'apparition de plantes nitrophiles et allochtones. La régression de certaines formations végétales semble en outre s’accompagner, sur ces îlots, d’une érosion, le sol n'étant plus suffisamment retenu. Ce phénomène pourrait être irréversible au vu des caractéristiques particulières de ces sites (petite taille et isolement).

#### Flore sous-marine
Les fonds marins à proximité de l'île abritent également des formations importantes de posidonies (Posidonia oceanica), plante marine endémique de Méditerranée, comme dans plusieurs zones maritimes environnantes, les eaux de la ville d'Hyères abritant certaines des plus grandes colonies de France, voire de la Méditerranée tout entière selon les types de récifs formés. En 1985, les récifs frangeants entre la Madrague et l'île, dans le golfe de Giens sont considérés comme très dégradés, seulement quelques monticules persistants encore, tandis qu'à proximité même des fonds de l'île, également fouillée, les observations semblent être moins alarmantes, des émergences de posidonie, formant un récif supposé frangeant, poussant de part et d'autre d'une arête rocheuse entre la côte de la presqu'île et le rivage de l'îlot.

## Protections
L'île de la Redonne est un territoire riche et sensible d'un point de vue environnemental, comme de nombreux lieux voisins et bénéficie à ce titre de diverses protections.
Elle fait partie de la zone naturelle d’intérêt écologique, faunistique et floristique (ZNIEFF) continentale de type 2 de la presqu'île de Giens, est entourée par la ZNIEFF marine de type 2 de la presqu'île de Giens, fait partie du site Natura 2000 (Directive oiseaux) de type A (Zone de Protection Spéciale) Iles d'Hyères et du site Natura 2000 (Directive Habitats, faune, flore) de type B (Zone Spéciale de Conservation) Rade d'Hyères, depuis l'arrêté du 26 juin 2014.
L'île est aussi intégrée à l'aire marine adjacente du parc national de Port-Cros, réplique maritime de l'aire potentielle d'adhésion du parc national, couvrant l'ensemble du territoire de la commune d'Hyères et d'autres communes voisines,.
Enfin, l'ensemble de l'île fait partie de plusieurs parcelles de terrains acquises et protégées par le conservatoire du littoral et des rivages lacustres, depuis le 13 octobre 1978, sous le titre « Presqu'île de Giens », pour une surface totale de 642,07 hectares, sites et acquisitions comprises, tandis que la parcelle acquise, dont l'île fait partie, a une superficie calculée de 102,285 hectares. Cette protection est de catégorie IV sur le classement d'aires naturelles protégées de l'UICN, au titre d'aire gérée pour l'habitat et les espèces.